# 陳君誥
陳君誥（1602年—？），號天章，陝西西安府咸寧縣人，明朝政治人物。

## 生平
天啓七年（1627年）丁卯科陝西鄉試第七十名舉人，崇禎十三年（1640年）中式庚辰科會試第二百六十九名，三甲第一百五十一名進士，禮部觀政。

## 家族
曾祖陳川；祖父陳邦晏；父陳應舉。